# Сассо-Фьорано
Культура Сассо-Фьорано (Сассо-Фиорано) существовала на территории севера Италии с начала среднего неолита. Представлена рядом памятников на окраине долины реки По между современными городами Модена и Имола в Эмилии, в том числе Сассо (Черветери) и Фьорано (Модена), а также одиночными памятниками Во к западу от Мантуи и Ле-Бассе-ди-Валькалаона близ Эвганейских холмов в Венето. Радиоуглеродная датировка данной культуры охватывает период около 4300-4000 гг. до н. э., однако, с поправкой на современную калиброванную хронологию эти даты, по-видимому, следует удревнить на несколько столетий.
Представляет собой, по-видимому, южную границу максимальной экспансии дунайских культур, на что указывает её керамика; в то же время, форма ручек сосудов с утолщениями и терракотовые фигурки, по-видимому, являются заимствованием с Балкан, а каменные орудия являются, возможно, продолжением местной мезолитической традиции. Не выдержала конкуренции со стороны культуры сосудов с квадратным горлом и вскоре была ей поглощена.
Поселения — крупные, все расположены в низинах. Характерным является наличие крупных овальных ям, предположительно, для хранения продуктов.
Артефакты — в основном керамические изделия коричневатого цвета, в том числе чаши с одной ручкой, амфоры с узким горлом, шаровидные кувшины с четырьмя ручками, чаши и крупные миски. Типичные декоративные мотивы — канавки, однако на некоторых сосудах обнаружена примитивная роспись. Во всех местах находок керамика довольно однообразна и характерна для данной культуры. Некоторые шаровидные сосуды являются подражанием аналогичным сосудам культуры Фельчи-Риполи.
Орудия — кремнёвые, выполнены из кусков с параллельными рёбрами. Весьма характерным и уникальным для данной культуры является скребок типа Рипабьянка, продолговатый, со суженной серединой и двумя выемками у основания. Также обнаружены полированные каменные топоры, нефритовые браслеты с треугольным сечением и керамические фигурки.
Захоронения крайне редки, в скорченном положении. Погребальные обряды неизвестны, так как в известных могилах погребальные дары не представлены. К находкам культуры относится череп со следами трепанации, выполненной неизвестным орудием.